# Tłumaczenia medyczne
Tłumaczenia medyczne obejmują tłumaczenie dokumentacji technicznej, normalizacyjnej, klinicznej i marketingowej oraz oprogramowań i szkoleń dotyczących wyrobów farmaceutycznych i medycznych, a także funkcjonowania systemu opieki zdrowotnej. W większości krajów świata wymaga się tłumaczeń na język państwowy literatury i etykiet związanych z wyrobami farmaceutycznymi oraz medycznymi. Często tłumaczeń wymaga także dokumentacja niezbędna do przeprowadzenia badań klinicznych, tak aby udostępnić ją miejscowym lekarzom i pacjentom. Wykonuje się również tłumaczenia świadectw homologacyjnych dotyczących użytkowania sprzętu medycznego.
Aby dokonać przekładu tekstu o tematyce medycznej, poza kompetencjami językowymi, wymagane jest także odpowiednie przygotowanie oraz wiedza specjalistyczna.

## Proces przekładu
Biorąc pod uwagę, iż wykonywanie tłumaczeń medycznych jest procesem wieloetapowym, nad ich przebiegiem czuwają biura tłumaczeniowe, które dobierają odpowiednich specjalistów. Etapy takiego procesu mogą obejmować:
- wyodrębnienie tekstu z pliku źródłowego

- tłumaczenie – przekład języka źródłowego na język docelowy

- weryfikacja – dokonywana przez innego tłumacza – ma na celu sprawdzenie zgodności tłumaczenia z przyjętą terminologią oraz kontrolę na poziomie stylu redakcyjnego

- powrócenie do formatu pliku źródłowego

- kontrola jakości – polega na sprawdzeniu, czy plik docelowy nie jest uszkodzony, czy zachowana jest poprawna interpunkcja oraz czy dokument wyświetla się poprawnie

- kontrola końcowa – weryfikacji tłumaczenia dokonuje rodzimy użytkownik języka posiadający odpowiednią wiedzę medyczną.

## Jakość i normy
Tłumaczenie tekstów medycznych musi być niezwykle rzetelne, ponieważ od jakości przekładu zależeć może zdrowie, a nawet życie człowieka.
Branża medyczna na całym świecie podlega ścisłym normom. Przedsiębiorstwa wybierają współpracę z biurami tłumaczeniowymi, które posiadają certyfikaty lub świadczą usługi zgodnie z poniższymi standardami:
- ISO 9001 – międzynarodowa norma, która reguluje systemy zarządzania jakością

- EN 15038 – europejska norma regulująca wymagania dotyczące świadczenia usług tłumaczeniowych

- ISO 13485 – System Zarządzania Jakością dla Wyrobów Medycznych